# Patrick Lussier
Patrick Lussier (ur. 1964) – amerykańsko-kanadyjski montażysta, scenarzysta i reżyser filmowy, współpracujący często z Wesem Cravenem, głównie przy realizacji horrorów. Dwukrotnie nominowany do nagrody Gemini (1994, 1995).

## Wybrana filmografia
- 1994: Nowy koszmar Wesa Cravena - montaż
- 1995: Wampir w Brooklynie - montaż
- 1996: Krzyk - montaż
- 1997: Krzyk 2 - montaż
- 1998: Halloween: 20 lat później - montaż
- 2000: Krzyk 3 - montaż
- 2000: Dracula 2000 - reżyseria, scenariusz, montaż
- 2003: Dracula II: Odrodzenie - reżyseria, scenariusz
- 2005: Dracula III: Dziedzictwo - reżyseria, scenariusz
- 2005: Przeklęta - montaż
- 2009: Krwawe walentynki 3D - reżyseria, montaż
- 2011: Apollo 18 - montaż
- 2011: Piekielna zemsta - reżyseria, scenariusz, montaż
- 2015: Terminator: Genisys - scenariusz